# Valsa peruana
A valsa peruana ou valsa crioula é um gênero musical originado no Peru dentro do gênero da música crioula e afroperuana que desenvolveu-se em Lima e grão parte da costa peruana nos séculos XIX e XX.

## Historia

### Seus inícios
O canto solista ou no duo acompanhado por violões e depois com pianos, era parte fundamental de toda reunião ou jarana em casas particulares da sociedade peruana. Nestes espaços se desenvolveu esta música. As valsas mais antigas são de fins do século XIX e inícios do XX e são conhecidas como valsas da "Guardia Vieja" ("velha guarda"). O tempo e a prática popular da tradição oral fizeram com que se perdessem os nomes do alguns autores. No entanto o "Libro de oro del Vals Peruano" (Livro de ouro da valsa peruana) dos musicólogos Raúl Serrano y Eleazar Valverde assinalam como os mais importantes compositores da Guardia Vieja a José Sabas Libornio-Ibarra, Julio Flórez e Juan Peña Lobatón, Oscar Molina, Rosa Mercedes Ayarza Morales, Alejandro Ayarza y Pedro Augusto Bocanegra.

### De Felipe Pinglo até Chabuca Granda
O trabalho artístico de Felipe Pinglo Alva, dá início a outra etapa na historia da valsa crioula peruana. Ele fez a fusão da valsa com elementos próprios de outros gêneros como o one-step. Pinglo foi autor de mais de 100 músicas entre as que se destaca El plebeyo. Ele morou em Lima até sua morte em 1936 conseguiu dar testemunho da sociedade limenha de seu tempo. Sua linguagem musical incorpora melodias e harmonias de grande complexidade com clara influencia norte-americana. Assim mesmo, a valsa também recebeu influencias do tango, bolero e bossa nova
Muitos compositores continuaram a obra dos velhos mestres. Entre eles estão os compositores Pablo Casas, Lorenzo Humberto Sotomayor, Pedro Espinel, Eduardo Márquez Talledo, Manuel Acosta Ojeda. São poucas as mulheres compositoras, embora o repertório de Serafina Quinteras, Alicia Maguiña e Chabuca Granda mostram uma grande qualidade e a característica de abordar todo tipo de temas pessoais e sociais.

## Internacionalização

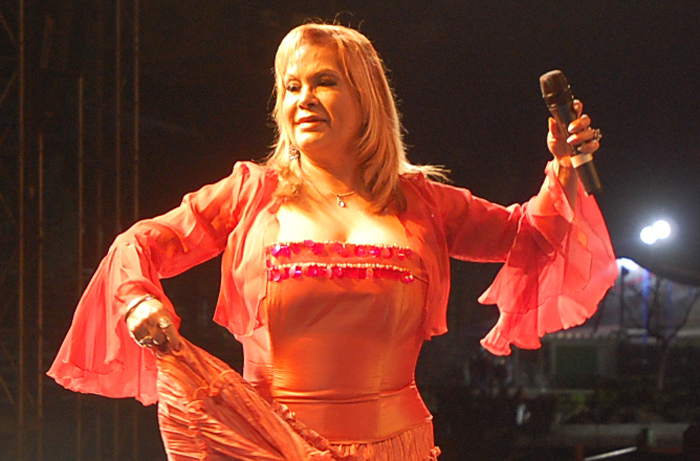
Palmenia Pizarro, intérprete chilena de valsa peruana.

- Chile: A valsa peruana é parte da cultura musical de Iquique, que até 1884 foi uma província peruana. Entre 1946 y 1948, o conjunto peruano "Los Chalanes del Perú" popularizou a música crioula durante suas turnês a esse país. Eles gravaram numerosas canções no selo chileno EMI Odeon. A partir de então, cantores populares costumam interpretar valsas peruanas[1]  A valsa peruana e o bolero no Chile, formaram parte de uma cena musical chamada  "Música cebola" ou "Canção cebola", pelas letras emocionais de suas canções.[2][3] A valsa La joya del Pacífico dos autores chilenos Víctor Acosta e Lázaro Salgado, é considerada como um hino popular da cidade.[4] No ano 2017 a cantora e compositora Mon Laferte lançou em seu álbum La Trenza, uma valsa peruana chamada Yo te qui.[5]
- Espanha: O compositor Manuel Alejandro escreveu a ritmo de valsa crioula a música Chabuca limeña, em homenagem a Chabuca Granda. Esta música foi gravada pelo cantor espanhol Raphael.
- México: Alguns músicos mexicanos têm composto valsas que hoje formam parte do repertório peruano: José Ángel Espinoza compos «El tiempo que te quede libre» e Modesto López, «Propiedad privada».
- França: A famosa cantora francesa Edith Piaf interpretou uma versão em francês conhecida como La Foule da valsa peruana Que nadie sepa mi sufrir composta pelo argentino Ángel Cabral,[6] com letra de seu compatriota Enrique Dizeo.[7][8][9]